# Знаменка (Яранский район)
Зна́менка — местечко в Яранском районе Кировской области России. Административный центр Знаменского сельского поселения.

## География
Местечко находится в юго-западной части Кировской области, в зоне хвойно-широколиственных лесов, на левом берегу реки Ярань, при железнодорожной линии Яранск — Йошкар-Ола, на расстоянии приблизительно 3 км (по прямой) к юго-юго-западу (SSW) от города Яранск, административного центра района. Абсолютная высота — 108 м над уровнем моря.
Климат
Климат характеризуется как умеренно континентальный, с умеренно холодной снежной зимой и тёплым летом. Среднегодовая температура — 2 — 2,3 °C. Средняя температура воздуха самого холодного месяца (января) составляет −13,6 °C (абсолютный минимум — −46 °С); самого тёплого месяца (июля) — 18,3 °C (абсолютный максимум — 37 °С). Безморозный период длится в течение 117 дней. Годовое количество атмосферных осадков — 639 мм, из которых 405 мм выпадает в период с апреля по октябрь. Снежный покров держится в течение 162 дней.
Часовой пояс
Местечко Знаменка, как и вся Кировская область, находится в часовой зоне МСК (московское время). Смещение применяемого времени относительно UTC составляет +3:00.

## История
Начало населённому пункту положил Знаменско-Мариинский женский монастырь. С приходом советской власти образован Знаменский школьный городок и совхоз «Просвещение». В 1925 году детей разместили в Советске и Санчурске, а в помещение переехал Яранский льноводный техникум. В состав техникума вошла также Нолинская льнообделочная станция.

## Население
| 2010 |
| ---- |
| 1287 |

Половой состав
По данным Всероссийской переписи населения 2010 года, в гендерной структуре населения мужчины составляли 47,6 %, женщины — соответственно 52,4 %.
Национальный состав
Согласно результатам переписи 2002 года, в национальной структуре населения русские составляли 82 % из 1566 чел.

## Улицы
| - ул. Ваганова, - пл. Гагарина, - ул. Железнодорожная, - ул. Заводская, - ул. Зелёная, | - ул. Карташёва, - ул. Кирова, - ул. Колхозная, - ул. Костерина, - ул. Луговая, | - ул. Механизаторов, - ул. Мира, - ул. Молодёжная, - ул. Полевая, - ул. Производственная, | - ул. Садовая, - ул. Труда, - ул. Юбилейная, - ул. Южная. |